# 河野主一郎
河野 主一郎（こうの しゅいちろう、1847年1月11日（弘化3年11月25日） - 1922年（大正11年）2月12日）は、幕末の薩摩藩士、明治から大正期の陸軍軍人、政治家、神職。官選青森県知事、霧島神宮宮司。

## 経歴
薩摩国鹿児島郡鹿児島城下高麗町（現在の鹿児島市高麗町）出身。薩摩藩士の家に生まれ、戊辰戦争に従軍。明治維新後、近衛陸軍大尉となる。1874年、下野した西郷隆盛に従い帰郷。私学校の創設に参画した。1877年、西南戦争に五番大隊一番小隊長として従軍。同年8月、可愛岳突囲を提案し、辺見十郎太とともに先鋒を務めた。城山での籠城中、西郷の助命嘆願のため政府軍に赴き捕虜となる。
西南戦争後に懲役10年の刑で服役するが、1881年に特赦で出獄。帰郷して互助・授産・教育を目的として三州社を設立。その後、自由民権運動に加わるが、政府からの圧迫や全国各地の政党の衰退を受け、1884年末に政府の誘いを受けて官途についた。
1895年、日清戦争末に比志島混成支隊に加わり、運送船「小倉丸」に乗船し澎湖諸島に渡る。田中綱常澎湖列島行政庁長官を補佐した。その後、台北県宜蘭支庁長に就任し、1896年9月7日まで在任。
1897年11月13日、青森県知事に就任。1899年1月21日、知事を非職となる。
1918年12月18日、霧島神宮宮司に就任し、在任中に死去した。

## 栄典
位階
- 1897年（明治30年）11月30日 - 正五位[13]

勲章等
- 1896年（明治29年）3月31日 - 勲六等単光旭日章[14]
- 1898年（明治31年）12月28日 - 勲五等瑞宝章[15]